# Aa lorentzii
Lan a Lorentz (danh pháp hai phần: Aa lorentzii) là một loài thực vật có hoa trong họ Lan (Orchidaceae). Loài này được Schltr. miêu tả khoa học đầu tiên năm 1920. Đây là loài đặc hữu của Argentina.